# Ana Vidović
Ana Vidović (Karlovac, 8 de novembro de 1980) é uma guitarrista virtuosa croata. Uma criança prodígio, começou a estudar guitarra clássica aos 5 anos de idade, inspirada por seu irmão, Viktor. Aos 7 anos fez a sua primeira apresentação, e aos 11 anos já fazia apresentações internacionais, e aos 13 tornou-se o mais jovem estudante na Academia Nacional de Música de Zagreb, onde foi aluna de István Römer. Sua reputação na Europa rendeu-lhe um convite para estudar no Peabody Conservatory na cidade de Baltimore, nos Estados Unidos, com Manuel Barrueco, onde ela se formou em 2003.
Ana Vidović ganhou vários prémios e competições por todo o mundo. Entre estes figuram primeiros prémios no Concurso Internacional Albert Agustín, em Bath, Inglaterra; o concurso Fernando Sor em Roma; e o concurso Francisco Tárrega em Benicasim, Espanha. Outros primeiros prémios incluem o Concurso Eurovisão para Jovens Artistas; o prémio Mauro Giuliani em Itália, o Printemps da Guitarra na Bélgica, e a Audição Internacional de Jovens Artistas em Nova Iorque.